# Francisque-Joseph Ramey de Sugny
Pour les articles homonymes, voir Ramey et Ramey de Sugny.
Francisque-Marie-Joseph Ramey, comte de Sugny est un homme politique français, né le 14 septembre 1825 à Urfé et mort le 1er juillet 1908 .

## Biographie
Petit-fils de Marie-Jean-Baptiste-Antoine Ramey de Sugny, il fut élu, le 8 février 1871, représentant de la Loire à l'Assemblée nationale. Légitimiste et catholique, il se fit inscrire à la réunion des Réservoirs, signa l'adresse des députés syllabistes au pape et la demande de rétablissement de la monarchie, et vota pour la paix, pour l'abrogation des lois d'exil, pour la pétition des évêques, contre le service de trois ans, pour la démission de Thiers, pour le septennat, pour le ministère de Broglie, contre l'amendement Wallon et contre les lois constitutionnelles. Conseiller général du canton de Saint-Just-en-Chevalet du 8 octobre 1871, il échoua ensuite successivement, comme candidat sénatorial dans la Loire le 30 janvier 1876 ; puis, après la dissolution de la Chambre par le cabinet du 16 mai, comme candidat à la députation (14 octobre 1877) dans la 1re circonscription de Roanne, avec 5,299 voix, contre 10,132 à l'élu, Cherpin, républicain ; enfin, une troisième fois, comme candidat au Sénat dans la Loire, au renouvellement triennal du 5 janvier 1879, avec 105 voix sur 390 votants.

## Sources
- « Francisque-Joseph Ramey de Sugny », dans Adolphe Robert et Gaston Cougny, Dictionnaire des parlementaires français, Edgar Bourloton, 1889-1891 [détail de l’édition]